# Come On Over (álbum)
Come On Over —en español: Ven Conmigo— es el tercer álbum de estudio grabado por la cantante canadiense de música country, Shania Twain, publicado el 4 de noviembre de 1997 en Norteamérica, bajo el sello discográfico de Mercury Records.
El Álbum rompió varios récords de ventas alrededor del mundo, convirtiéndose en el álbum más vendido por una artista femenina, en el álbum de música country más vendido de todos los tiempos, el álbum mejor vendido de la década de los años 1990, y el noveno álbum mejor vendido de toda la historia de la música según el United World Chart.
Shania rompió su propio récord en ventas ya que antes del lanzamiento de Come On Over, su anterior álbum The Woman In Me, había sido certificado de 10X platino (15 millones de copias aproximadamente), y hasta entonces este era el álbum de música Country mejor vendido por parte de una artista femenina.
A Fines de 1997, el RIAA certificó de oro, platino y 2 de platino a Come On Over.
Todas las canciones fueron escritas y producidas por Shania Twain y su marido de aquel entonces, Robert "Mutt" Lange. Se publicaron dos versiones oficiales del álbum; la original,  con un sonido country, lanzada a fines de 1997 en Norteamérica y principios de 1998 en Europa; y la versión internacional, cuyo sonido se acerca mucho más a las músicas pop y rock, lanzada a mediados de 1999 en Europa y fines del mismo año en Estados Unidos. Ambas versiones generalmente obtuvieron buenas revisiones por parte de los críticos de música; sin embargo la segunda fue bastante más elogiada que la primera, porque según los críticos esta es más "auténtica" que la original, otros comentaron que era un álbum "irresistible".
Hasta el momento se estima que el álbum sobrepasa los 40 millones de unidades vendidas en todo el mundo.
Los sencillos publicados fueron tan exitosos como el álbum; logrando la mayoría de estos posicionarse dentro de las diez primeras posiciones de las listas musicales de varios países alrededor del mundo.
La producción musical obtuvo numerosos premios durante finales de la década de 1990; entre los que se destacan: cuatro Grammys, cuatro premios Billboard y tres American Music Awars. 

## Recepción
Come On Over debutó en el número dos en los Estados Unidos en la lista "Billboard 200" con 172 000 copias vendidas en su primera semana. Para muchos, en un comienzo era considerado un fracaso comercial, pues se esperaba que por las altas ventas de su trabajo anterior (The Woman in Me) vendería muchas más copias en su semana debut, pero la sorpresa fue en la segunda semana donde el álbum demostró su consistencia vendiendo otros 170.000 ejemplares, disminuyendo solo un 1.2% en ventas en comparación a la semana anterior, porque generalmente las ventas varían mucho desde la primera a la segunda semana de lanzamiento.
Se vendieron aproximadamente 100 000 copias en cada una de las posteriores setenta y dos semanas y su mejor semana fue la 110.ª en la que vendió cerca de 355.000 unidades en el número diez (Navidad de 1999).
Come On Over fue el quinto álbum más vendido en 1998 en Estados Unidos con cerca de siete millones de copias vendidas durante el año. El año siguiente movió otros nueve millones de copias, quedando en el tercer lugar de los álbumes más vendidos durante 1999.
El sencillo "You're Still the One" fue el tercer sencillo más venido en los Estados Unidos, durante 1998. Además recibió 6 nominaciones a los premios Grammys de 1999, de los cuales ganó dos: Mejor Interpretación vocal femenina de música Country, y mejor canción Country, ambas por su éxito "You're Still the One".
El álbum permaneció en el top 100 durante 151 semanas.
El 15 de noviembre de 2004 la RIAA certificó a Come On Over con dos discos de diamante (o veinte de multiplatino), por ventas cercanas a las 20 millones de unidades sólo en Estados Unidos. A Nivel Mundial, el álbum ha venido aproximadamente 41 millones de ejemplares. Nielsen Soundscan confirmó a Come On Over cómo el álbum  de mayores ventas en los Estados Unidos desde 1991, con 15 449 000 copias vendidas desde su lanzamiento en noviembre de 1997, unas 375.000 copias más que su rival más cercado Metallica.
En 1999 fue remezclado para el mercado europeo cómo un álbum pop con menos instrumentación country, lo que le dio un gran avance en Europa; justamente lo que ella y su marido y productor Robert "Mutt" Lange buscaban. Fue así como el álbum llegó al número uno por 11 semanas en el Reino Unido y fue el álbum más vendido en dicho país durante 1999, además de ser igualmente exitoso en otros países como Alemania, Australia y Nueva Zelanda.

### Certificaciones deRecording Industry Association of America
- 23 de diciembre de 1997: oro, platino y 2x multi platino
- 8 de enero de 1998: 3x multi platino
- 16 de junio de 1998: 4x multi platino
- 2 de septiembre de 1998: 5x multi platino
- 4 de noviembre de 1998: 6x multi platino
- 9 de diciembre de 1998: 7x multi platino
- 27 de enero de 1999: 8x multi platino
- 22 de marzo de 1999: 9x multi platino
- 7 de abril de 1999: diamante y 10x de multi platino
- 2 de junio de 1999: 11x multi platino
- 26 de julio de 1999: 12x multi platino
- 27 de agosto de 1999: 13x multi platino
- 10 de noviembre de 1999: 14x multi platino
- 15 de diciembre de 1999: 16x multi platino
- 14 de marzo de 2000: 17xmulti platino
- 1 de diciembre de 2000: 18x multi platino
- 27 de marzo de 2002: 19x multi platino
- 15 de noviembre de 2004: 2x multi diamante y 20x de multi platino

## Lista de canciones
Todas las canciones fueron compuestas por Robert John "Mutt" Lange y Shania.
| 1. "Man! I Feel Like a Woman!" – 3:53 2. "I'm Holdin' On To Love (To Save My Life)" – 3:30 3. "Love Gets Me Every Time" – 3:33 4. "Don't Be Stupid (You Know I Love You)" – 3:35 5. "From This Moment On" – 4:43 - Con. Bryan White 6. "Come On Over" – 2:55 7. "When" – 3:39 8. "Whatever You Do! Don't!" – 3:47 9. "If You Wanna Touch Her, Ask!" – 4:04 10. "You're Still the One" – 3:34 11. "Honey, I'm Home" – 3:39 12. "That Don't Impress Me Much" – 3:38 13. "Black Eyes, Blue Tears" – 3:39 14. "I Won't Leave You Lonely" – 4:13 15. "Rock This Country!" – 4:23 16. "You've Got A Way" – 3:24 | 1. "You're Still The One" – 3:32 2. "When" – 3:37 3. "From This Moment On" – 4:51 4. "Black Eyes, Blue Tears" – 3:36 5. "I Won't Leave You Lonely" – 4:06 6. "I'm Holdin' On To Love (To Save My Life)" – 3:26 7. "Come On Over" – 2:53 8. "You've Got A Way" – 3:19 9. "Whatever You Do! Don't!" – 3:48 10. "Man! I Feel Like A Woman!" – 3:53 11. "Love Gets Me Every Time" – 3:32 12. "Don't Be Stupid (You Know I Love You)" – 3:33 13. "That Don't Impress Me Much" – 3:58 14. "Honey, I'm Home" – 3:33 15. "If You Wanna Touch Her, Ask!" – 4:13 16. "Rock This Country!" – 4:26 |

- En la versión internacional las canciones fueron remezcladas para darle una sensación mucho más pop y así atraer más audiencias a nivel internacional. La única canción que permaneció igual en ambas versiones fue "Rock This Country!".

## Listas y certificaciones
| País                   | Posición Alcanzada | Certificación | Ventas            |
| ---------------------- | ------------------ | ------------- | ----------------- |
| Reino Unido            | 1 (11 semanas)     | 10x Platino   | 3,000,000         |
| Canadá                 | 1                  | 2x Diamante   | 1,920,000         |
| Australia              | 1                  | 15xPlatino    | 1,050,000         |
| Francia                | 4                  | Platino       | 750.000           |
| Países Bajos           | 1                  | 5x Platino    | 400,000           |
| Alemania               | 8                  | 3x Oro        | 300,000           |
| Nueva Zelanda          | 1                  | 17x Platino   | 255,000           |
| Noruega                | 1                  | 6x Platino    | 240,000           |
| Suiza                  | 4                  | 3x Platino    | 120,000           |
| Suecia                 | 4                  | 3x Platino    | 180,000           |
| México                 | 10                 | Oro           | 100,000           |
| Brasil                 |                    | Oro           | 100,000           |
| Finlandia              | 6                  | Oro           | 38,958            |
| Austria                | 4                  | Oro           | 15,000            |
| EE. UU Billboard 200   | 2                  | 20x Platino   | 20,000,000 (15.4) |
| EE. UU Álbumes Country | 1 (50 semanas)     | 20x Platino   | 20,000,000 (15.4) |